# Abri de Lagrave
L'abri de Lagrave est une grotte ornée préhistorique située à Faycelles, dans le département du Lot, en Occitanie. Elle est datée du Magdalénien final ou de l'Azilien. Cette grotte appartient à une personne privée et n'est pas visitable.

## Historique
Les gravures ont été découvertes en 1999.

## Description
Une grande frise de chevaux, un taureau et une silhouette de femme de 23,5 cm ornent une paroi de grès de 3 m de long et 90 cm de large.
Le site présente un réel intérêt scientifique car les motifs figurés sont rares dans l'art pariétal. On les trouve au contraire généralement dans l'art mobilier,.

## Datation
Les gravures pariétales ont été datées de 12 000 ans avant le présent, ce qui correspond au Magdalénien final (Paléolithique supérieur) ou à l'Azilien (Épipaléolithique).

## Protection
La grotte a été inscrite au titre des monuments historiques le 6 juin 2020,.
Le site n'est pas accessible au public.